# Luxemburgo nos Jogos Olímpicos de Verão de 2024
Luxemburgo participou dos Jogos Olímpicos de Verão de 2024, realizados em Paris, na França. Foi a 26.ª aparição do país nos Jogos Olímpicos de Verão desde a estreia em Paris 1900.
Foi representado por 13 atletas que competiram em sete esportes, mas nenhum conquistou medalhas.

## Competidores
Esta foi a participação por modalidade nesta edição:
| Esporte       | Masculino | Feminino | Total |
| ------------- | --------- | -------- | ----- |
| Atletismo     | 2         | 2        | 4     |
| Ciclismo      | 1         | 1        | 2     |
| Hipismo       | 1         | 0        | 1     |
| Natação       | 1         | 0        | 1     |
| Tênis de mesa | 1         | 2        | 3     |
| Tiro com arco | 1         | 0        | 1     |
| Triatlo       | 0         | 1        | 1     |
| Total         | 7         | 6        | 13    |

## Desempenho

### Atletismo
- Q = Qualificado para a próxima fase
- q = Qualificado para a próxima fase como o perdedor mais rápido ou, em eventos de campo, pela posição sem atingir o alvo para qualificação
- N/A = Fase não aplicável para o evento
- Bye = Atleta não precisou disputar aquela fase

Masculino
Eventos de pista
| Atleta           | Evento                | Baterias | Baterias | Repescagem | Repescagem | Semifinal | Semifinal | Final       | Final       | Ref.  |
| Atleta           | Evento                | Tempo    | Pos.     | Tempo      | Pos.       | Tempo     | Pos.      | Tempo       | Pos.        | Ref.  |
| ---------------- | --------------------- | -------- | -------- | ---------- | ---------- | --------- | --------- | ----------- | ----------- | ----- |
| Ruben Querinjean | 3000 m com obstáculos | 8:27.97  | 9        | N/A        | N/A        | N/A       | N/A       | Não avançou | Não avançou | [ 5 ] |

Eventos de campo
| Atleta       | Evento            | Qualificação | Qualificação | Final       | Final       | Ref.  |
| Atleta       | Evento            | Marca        | Pos.         | Marca       | Pos.        | Ref.  |
| ------------ | ----------------- | ------------ | ------------ | ----------- | ----------- | ----- |
| Bob Bertemes | Arremesso de peso | 20.27        | 17           | Não avançou | Não avançou | [ 6 ] |

Feminino
Eventos de pista
| Atleta                 | Evento | Preliminar | Preliminar | Baterias | Baterias | Repescagem | Repescagem | Semifinal   | Semifinal   | Final       | Final       | Ref.  |
| Atleta                 | Evento | Tempo      | Pos.       | Tempo    | Pos.     | Tempo      | Pos.       | Tempo       | Pos.        | Tempo       | Pos.        | Ref.  |
| ---------------------- | ------ | ---------- | ---------- | -------- | -------- | ---------- | ---------- | ----------- | ----------- | ----------- | ----------- | ----- |
| Patrizia van der Weken | 100 m  | Bye        | Bye        | 11.14    | 2 Q      | N/A        | N/A        | 11.13       | 4           | Não avançou | Não avançou | [ 7 ] |
| Vera Hoffmann          | 1500 m | N/A        | N/A        | 4:07.64  | 12       | 4:11.28    | 10         | Não avançou | Não avançou | Não avançou | Não avançou | [ 8 ] |

### Ciclismo

#### Estrada
Masculino
| Atleta      | Evento             | Tempo   | Pos. | Ref.  |
| ----------- | ------------------ | ------- | ---- | ----- |
| Alex Kirsch | Corrida em estrada | 6:26:57 | 40   | [ 9 ] |

Feminino
| Atleta            | Evento             | Tempo   | Pos. | Ref.   |
| ----------------- | ------------------ | ------- | ---- | ------ |
| Christine Majerus | Corrida em estrada | 4:04:23 | 17   | [ 10 ] |

### Hipismo

#### Adestramento
| Atleta         | Cavalo             | Evento     | Grand Prix | Grand Prix | Grand Prix Special | Grand Prix Special | Grand Prix Freestyle | Grand Prix Freestyle | Geral       | Geral       | Ref.   |
| Atleta         | Cavalo             | Evento     | Total      | Pos.       | Total              | Pos.               | Técnico              | Artístico            | Total       | Pos.        | Ref.   |
| -------------- | ------------------ | ---------- | ---------- | ---------- | ------------------ | ------------------ | -------------------- | -------------------- | ----------- | ----------- | ------ |
| Nicolas Wagner | Quater Back Junior | Individual | 71.988     | 24         | —                  | —                  | Não avançou          | Não avançou          | Não avançou | Não avançou | [ 11 ] |

### Natação
Masculino
| Atleta         | Evento      | Eliminatórias | Eliminatórias | Semifinal   | Semifinal   | Final       | Final       | Ref.   |
| Atleta         | Evento      | Tempo         | Pos.          | Tempo       | Pos.        | Tempo       | Pos.        | Ref.   |
| -------------- | ----------- | ------------- | ------------- | ----------- | ----------- | ----------- | ----------- | ------ |
| Ralph Daleiden | 100 m livre | 49.12         | 30            | Não avançou | Não avançou | Não avançou | Não avançou | [ 12 ] |

### Tênis de mesa
Masculino
| Atleta          | Evento  | Preliminar           | Primeira rodada      | Segunda rodada       | Oitavas de final     | Quartas de final     | Semifinal            | Final                | Final       | Ref.   |
| Atleta          | Evento  | Adversário Resultado | Adversário Resultado | Adversário Resultado | Adversário Resultado | Adversário Resultado | Adversário Resultado | Adversário Resultado | Pos.        | Ref.   |
| --------------- | ------- | -------------------- | -------------------- | -------------------- | -------------------- | -------------------- | -------------------- | -------------------- | ----------- | ------ |
| Luka Mladenovic | Simples | Bye                  | DEN J Groth D 0–4    | Não avançou          | Não avançou          | Não avançou          | Não avançou          | Não avançou          | Não avançou | [ 13 ] |

Feminino
| Atleta         | Evento  | Preliminar           | Primeira rodada       | Segunda rodada       | Oitavas de final     | Quartas de final     | Semifinal            | Final                | Final       | Ref.   |
| Atleta         | Evento  | Adversário Resultado | Adversário Resultado  | Adversário Resultado | Adversário Resultado | Adversário Resultado | Adversário Resultado | Adversário Resultado | Pos.        | Ref.   |
| -------------- | ------- | -------------------- | --------------------- | -------------------- | -------------------- | -------------------- | -------------------- | -------------------- | ----------- | ------ |
| Ni Xialian     | Simples | Bye                  | TUR S Altınkaya V 4–2 | CHN Sun Y D 0–4      | Não avançou          | Não avançou          | Não avançou          | Não avançou          | Não avançou | [ 14 ] |
| Sarah De Nutte | Simples | Bye                  | POR J Shao D 2–4      | Não avançou          | Não avançou          | Não avançou          | Não avançou          | Não avançou          | Não avançou | [ 15 ] |

### Tiro com arco
Masculino
| Atleta    | Evento     | Ranqueamento | Ranqueamento | Fase de 64           | Fase de 32           | Oitavas              | Quartas              | Semifinal            | Final / DB           | Final / DB  | Ref.   |
| Atleta    | Evento     | Total        | Pos.         | Adversário Resultado | Adversário Resultado | Adversário Resultado | Adversário Resultado | Adversário Resultado | Adversário Resultado | Pos.        | Ref.   |
| --------- | ---------- | ------------ | ------------ | -------------------- | -------------------- | -------------------- | -------------------- | -------------------- | -------------------- | ----------- | ------ |
| Pit Klein | Individual | 650          | 50           | COL S Arcila D 4–6   | Não avançou          | Não avançou          | Não avançou          | Não avançou          | Não avançou          | Não avançou | [ 16 ] |

### Triatlo
Feminino
| Atleta        | Evento     | Tempo            | Tempo   | Tempo            | Tempo   | Tempo           | Tempo | Pos. | Ref.   |
| Atleta        | Evento     | Natação (1,5 km) | Trans 1 | Ciclismo (40 km) | Trans 2 | Corrida (10 km) | Total | Pos. | Ref.   |
| ------------- | ---------- | ---------------- | ------- | ---------------- | ------- | --------------- | ----- | ---- | ------ |
| Jeanne Lehair | Individual | 23.36            | 0:54    | DNF              | DNF     | DNF             | DNF   | DNF  | [ 17 ] |